# Giorgio Gaber

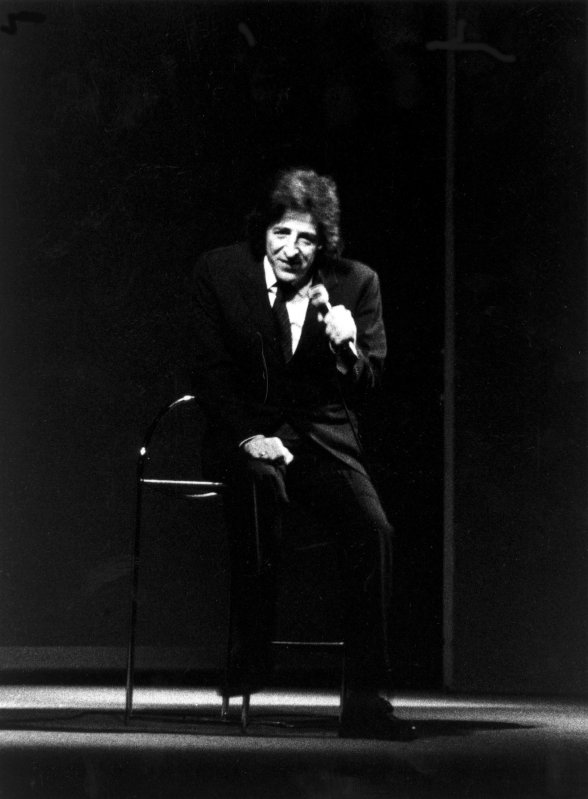
Giorgio Gaber

Giorgio Gaber, eigentlich Giorgio Gaberščik (* 25. Januar 1939 in Mailand; † 1. Januar 2003 in Montemagno di Camaiore), war ein italienischer Musiker, Cantautore (Liederdichter) und Schauspieler.

## Leben und Wirken
Giorgio Gaber wuchs in Mailand auf als Sohn des aus Triest stammenden Guido Gaberščik und der Mailänderin Carla Mazzoran. Nach einem Fachschulabschluss als Buchhalter 1958 immatrikulierte sich Gaber an der Wirtschaftsuniversität Luigi Bocconi, doch schloss er sein Studium nicht ab. Schon frühzeitig begann er seine künstlerische Karriere, spielte Gitarre und trat in diversen Clubs auf. In den 1960er und 1970er Jahren entwickelte sich Gaber zu einem bekannten Liedermacher. Von seinen Anhängern wurde Gaber auch Il Signor G genannt nach seinem gleichnamigen Album aus dem Jahr 1970.

### Die Anfänge
Giorgio Gaber wurde in der Via Londonio 28 in eine Familie des mittleren Kleinbürgertums geboren. Die Eltern hatten sich im Venetien kennengelernt, von wo die Familie seiner Mutter stammte. Das junge Paar suchte darauf sein Glück in der Lombardei.
Sein Vater Guido Gaberščik (* Triest, 18. Juli 1903; † Mailand 1978) war ein Angestellter, seine Mutter Carla Mazzoran (* Mailand, 11. März 1906; † Mailand, 29. Juli 1984) war Hausfrau. Sein älterer Bruder Marcello studierte Geometer und spielte zum Zeitvertreib Gitarre. Die Kindheit Gabers war von schweren Erkrankungen geprägt, so litt er zwei Mal an Poliomyelitis. Die erste Erkrankung hatte er mit acht und neun Jahren. Betroffen war der linke Arm, was zu einer leichten Lähmung der Hand führte. Sein Vater gab ihm darauf eine Gitarre, womit seinem Sohn das Bewegen der Finger als vergnügliche Tätigkeit und nicht als Zwang erscheinen sollte. Dabei half es, dass der Bruder das Instrument bereits beherrschte. Der Einfall des Vaters sollte sich aus medizinischer wie aus künstlerischer Sicht als segensreich erweisen. Als Erwachsener sollte Gaber später von sich sagen: „Meine ganze Karriere erwuchs aus dieser Krankheit.“
Seine frühen Vorbilder waren die Jazz-Gitarristen Barney Kessel, Tal Farlow und Billy Bauer. Der jugendliche Musiker sah sich als Instrumentalist, an eine Karriere als Sänger dachte er noch nicht. Musik war für ihn Lebensgefühl und Zerstreuung vom Schulalltag. Auch italienische Musiker begeisterten ihn, insbesondere verfolgte er die häufigen Auftritte von Franco Cerri im Jazz-Lokal Taverna Messicana.
Seinen Einstieg als Musiker gab Gaber bei der Gruppe von Ghigo Agosti, mit der er erstmals im Mailänder Hot Club zu sehen war und 1954 beim Festival Jazz debütierte. Dabei präsentierte sich Gaber dem Publikum noch mit seinem bürgerlichen Namen Gaberscik. Nachdem er zwei Jahre lang diverse Lokale mit leichter Musik und Jazz bespielt hatte, wurde er Teil der Formation Rock Boys von Adriano Celentano, deren Pianist Enzo Jannacci war. 1957 wurde die Gruppe in der Fernsehsendung Voci e volti della fortuna, die eine Auslosung der italienischen Lotterie ausstrahlte, einem weiteren Publikum bekannt.
Mit dem aus Genua nach Mailand gezogenen Luigi Tenco verband Gaber bald eine enge Zusammenarbeit und Freundschaft. Die beiden wurden verstärkt durch Paolo Tomelleri, der, wie Tenco, ebenfalls das Saxophon spielte, Enzo Jannacci am Klavier und Gian Franco Reverberi als Gitarristen. Die Gruppe gab sich den Namen Rocky Mountains Old Times Stompers und hatte im damals besonders angesagten Mailänder Club Santa Tecla ihren ersten großen Auftritt. 1957 und 1958 begleiteten Gaber, Tenco, Jannacci, Tomelleri und Reverberi den viel erfolgreicheren Adriano Celentano auf dessen Deutschland-Tournee.
1958 erwarb Gaber ein Diplom in Rechnungswesen. Den folgenden Sommer spielte er mit Tenco in einer Dreierformation (Kontrabass, Gitarre, Klavier) in verschiedenen Lokalen in Genua. Dabei erprobte er erstmals seine Fähigkeiten als Sänger. Im Herbst schrieb er sich an der Università Commerciale Luigi Bocconi zum Studium ein, das er mit seinen Einkommen als Musiker finanzierte. In dieser Zeit wurde Nanni Ricordi, der künstlerische Leiter eines gleichnamigen Musikverlags, auf Gaber aufmerksam und ermöglichte ihm eine Probeaufnahme. Damit begann Gabers Solokarriere beim neu entstandenen Plattenlabel Dischi Ricordi mit den Liedern Ciao ti dirò und Da te era bello restar sowie Coverversionen der amerikanischen Titel Be-Bop-A-Lula und Love Me Forever. Auf dem Etikett der 45er-Extended-Play-Schallplatte war Giorgio Gaber e la sua Rolling Crew aufgedruckt. Damit präsentierte er sich zum ersten Mal mit seinem Künstlernamen.
Das von Giorgio Calabrese und Gian Franco Reverberi geschriebene Ciao ti dirò war einer der ersten Rock-’n’-Roll-Songs in italienischer Sprache. Die begleitenden Instrumentalisten waren jedoch nicht die Mitglieder von Gabers Band, sondern die bei Dischi Ricordi unter Vertrag stehenden Jazzmusiker Franco Cerri an der Gitarre und Gianni Basso am Saxophon. Diese erste Schallplatte ermöglichte Gaber 1959 einen Fernsehauftritt in der Sendung Il Musichiere von Mario Riva.
Mit anderen Aufsteigern im Musikgeschäft – unter ihnen Mina, Celentano und Little Tony – gab Gaber im Frühling 1959 ein Rock-Konzert im Eispalast (Palazzo del Ghiaccio) von Mailand. Mit Enzo Jannacci bildete er ab 1959 das Sängerduo I Due Corsari. Dabei entstanden die Aufnahmen 24 ore/Ehi! Stella und das besonders erfolgreiche Una fetta di limone (1960). Ende des Jahres 1959 meldete sich Gaber bei der italienischen Gesellschaft für den Schutz von Autorenrechten Società Italiana degli Autori ed Editori (SIAE) als Liedkomponist und Autor von Liedertexten an.

### Der Erfolg
1960 gelang Gaber bei der Gesangsveranstaltung Sei giorni della canzone der Durchbruch mit Non arrossire. Mit La ballata del Cerutti, die im selben Jahr ebenfalls auf Tonträger erschien, entstand mit einem Text des Schriftstellers Umberto Simonetta das bekannteste Lied aus Gabers frühen Schaffensphase. Der Autor schrieb die Texte der bekanntesten Lieder Gabers aus der Zeit der 1960er Jahre. Trani a gogò (1962), Goganga und Porta Romana (1963) sang Gaber darauf häufig auch im Fernsehen.
Das französische Chanson, wie es in der Pariser Rive Gauche in jener Zeit seinen Ausdruck fand, bot Gaber künstlerische Orientierung. Dort entdeckte er die kulturelle Tiefe und die richtige Sorgfalt um Umgang mit dem Text, die der gehobenen Unterhaltungsmusik in Italien fehlte. Giorgio Gaber sagte einmal von sich: „Mein Lehrmeister, das war Jacques Brel.“
Was Giorgio Gaber genauso umtrieb wie seine Musikerkollegen Gino Paoli, Sergio Endrigo, Umberto Bindi, Bruno Lauzi, Enzo Jannacci und Luigi Tenco war die Suche nach einem geeigneten Mittelweg zwischen dem amerikanisch geprägten Rock und Jazz und dem Chanson française. Alle fanden daraus zu einem eigenständigen Weg als italienische Singer-Songwriter. Mit Ausnahme des Vorläufers Domenico Modugno, haben somit alle Vertreter dieser ersten Generation italienischer Liedermacher in dieser Periode ihren Anfang genommen. Von Anfang an hat auch Giorgio Gaber diese Entwicklung bedeutend mitgestaltet.
Nachdem die Beziehung mit der Sängerin und Schauspielerin Maria Monti (mit ihr schrieb er Non arrossire) geendet hatte, heiratete Giorgio Gaber am 12. April 1965 Ombretta Colli, die für ein Russisch- und Chinesischstudium an der Università degli Studi di Milano eingeschrieben war. Am 12. Januar 1966 kam ihre einzige Tochter Dalia Debora Gaberščik zur Welt.
In den 1960er Jahren nahm er an vier Ausgaben des Sanremo-Festivals teil: 1961 Benzina e cerini (Mitautor: Enzo Jannacci) gesungen im Duett mit Maria Monti; 1964 Così felice (Autor: Sandro Luporini), im Duett mit Patricia Carli; 1966 Mai, mai, mai (Valentina) mit dem amerikanischen Duettpartner Pat Boone; 1967 … E allora dài! vorgetragen im Duett mit Remo Germani.
Während Benzina e cerini und Così felice noch bei Dischi Ricordi erschienen waren, wechselte Gaber ab 1965 zum Label Ri-Fi. Der neue Verlag brachte im Oktober 1965 eine Auswahl von gefeierten Liedern Gabers auf der Platte Mina & Gaber: un'ora con loro heraus, je zur Hälfte mit Liedern Giorgio Gabers und der ebenfalls bei Ri-Fi hoch im Kurs stehenden Sängerin Mina.
1966 sang Gaber ’A Pizza auf der 14. Ausgabe des Festival di Napoli, mit dem Duettpartner Aurelio Fierro. Der Text stammte aus der Feder von Alberto Testa und Giordano Bruno Martelli. Dieses Lied und die Ballata de’ Ballata, die Gaber vom paroliere Riccardo de Vita übernommen hatte, sollten seine einzigen Versuche bleiben, im Stil der Canzone Napoletana zu singen.
1967 nahm Gaber an der 4. Ausgabe des Festival delle rose teil und stand mit dem Lied Suona chitarra auf der Bühne, diesmal mit Pippo Franco. Zahlreich waren seine Engagements am Fernsehen, insbesondere in der Unterhaltungssendung Carosello, bald auch als Moderator und Programmverantwortlicher. Nebenbei spielte er in den bekannteren und weniger bekannten Mailänder Clubs weiterhin in der Formation Rocky Mountains. Dem jungen Franco Battiato verhalf er zu dessen Karrierestart.
1968 erschien das Album L'asse di equilibrio bei Ri-Fi, danach wechselte Gaber zum Musiklabel Vedette. Im selben Jahr war Gaber in der Rolle des Idaho Martin, genannt il Meticcio, in einem Western-Musical italienischen Zuschnitts, einer Commedia musicale, zu sehen. Die Produktion der Rai mit dem Quartetto Cetra trug den Titel Non cantare, spara und Gaber hatte dabei die Aufgabe, als singender Mestize zu Beginn jeder der acht Folgen die vorangegangenen Ereignisse gesanglich zu rekapitulieren. 
Vedette brachte Gabers Erfolg Torpedo blu und das sozialkritische Com'è bella la città in die Läden. 1969 folgte Riccardo und 1970 Barbera e champagne. Es entwickelte sich eine Freundschaft zwischen ihm und dem im römisch-katholischen Glauben verankerten Liedermacher Claudio Chieffo. Gaber, der Atheist war, gab an, viel über dessen Glauben nachgedacht zu haben.
1970 erschien Sexus et politica, auf dem Gaber mit Antonio Virgilio Savona und dem Quartetto Cetra zu hören war. Gaber schrieb nun auch Lieder auf der Grundlage antiker Literatur. Nachdem er mit E noi qui zum letzten Mal eine Fernsehsendung moderierte, entschied er sich, von seinem Erfolg als Bühnenkünstler bestärkt, das Medium Fernsehen fortan ganz aufzugeben.

### Neue Wege
„[…] Das Ende der 60er Jahre war eine außergewöhnliche Zeit, spannungsgeladen, wollend im Politischen, wie darüber hinaus, woran wir uns gut erinnern, und für das Fernsehen zu arbeiten war entwertend geworden. Seine Formelhaftigkeit bereitete mir fast schon Übelkeit, seine Zensurvorgaben engten mich ein; Zensur in der Sprache, im Ausdruck, und so sagte ich mir, ok, ich habe diese Arbeit gemacht und ich hatte damit Erfolg, aber von jetzt an will ich an den Erfolg Bedingungen knüpfen. Mir schien die Theaterarbeit der Verweigerung dieses gewissen Narzissmus erneuerten Sinn zu geben.“

„[…] Und dann habe ich mir die Frage gestellt, ob ich dem Erfolg, der Beliebtheit und dem Geld, das es mir einbrachte, mein Leben, meine Entscheidungen, unterordnen sollte. Die Antwort erschien mir klar: Ich hatte entdeckt, dass das Theater meinem Wesen ähnlicher war, es mir mehr Spass machte, es mir erlaubte, mich direkt auszudrücken, ohne dass eine Schallplatte vermittelte, oder ohne dass eine Kamera zwischen dem Künstler und seinem Publikum stand. Die Eintritte waren sicherlich weniger als die Erträge aus dem Verkauf der Schallplatten, doch brachten sie genug ein, damit ich unter meiner Richtungswahl nicht zu leiden hatte. […] Was das Geld angeht, denke ich, dass wer es schafft, eine Lire mehr zu verdienen als nötig ist, um diskret leben zu können, reich ist.“

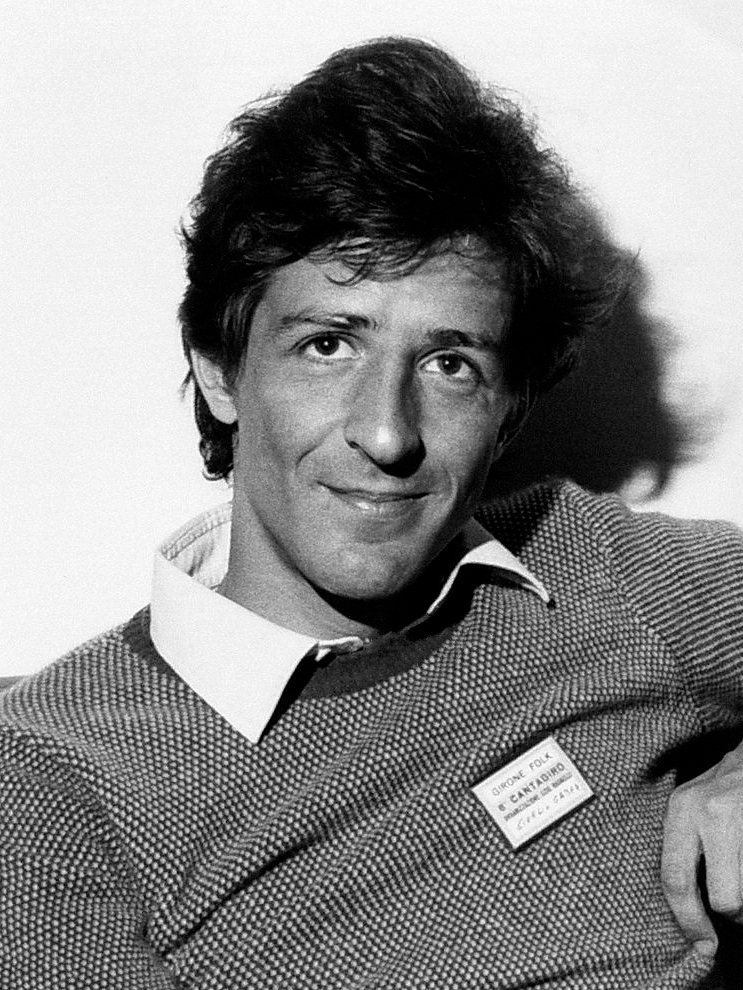
Giorgio Gaber (1969)

Erste Bühnenerfahrungen machte Gaber ab 1959 am Teatro Girolamo mit seiner damaligen Verlobten Maria Monti. Das Rezital wurde mit dem Titel Il Giorgio e la Maria angekündigt. Monti trug dabei Sprechstücke über Mailand vor, in die Gaber seine Lieder einbrachte. Dieses Format aus Gesang und gesprochenem Wort wählte er 1960 auch für die Extended-Play-Aufnahme Il mio amico Aldo mit dem Schriftsteller und Dramaturgen Dario Fo. Gaber interessierte sich leidenschaftlich für dessen Werk.
Mit seinem nun ganz dem Theater verschriebenen Schaffen arbeitete Giorgio Gaber an der Erfindung einer neuen Kunstform, dem Teatro canzone, welchem er zunächst den Namen la canzone a teatro gab. Nachdem er dem „goldenen Käfig“ des Fernsehens entronnen war, definierte er sich neu, ganz so wie er war, ohne aufgesetzte Rollen oder falsches Maskenspiel.
Sein Alter Ego „Signor G“ war geboren: Eine Figur, die keine Rolle spielt, sondern aus sich selbst spricht und folglich „ein Mensch voller Widersprüche und Schmerz“ ist, ein Signore wie jeder andere; „der Signor G, das ist ein Herr Gaber, und der bin ich, und Luporini – also wir – versuchen uns irgendwie von uns selbst zu lösen und uns in den anderen wiederzufinden“. Daraus bildete sich ein eigenständiges Genre aus thematischem Spektakel, Liedern zu dessen Vertiefung und Monologen und Geschichten zur Untermalung. Bei seinem neuen Label Carosello Records erschienen Liveaufnahmen und Studioalben.
Nachdem am 6. Oktober 1970 bei Regson in Mailand Il signor G aufgezeichnet worden war, startete das Programm am 21. Oktober im Teatro San Rocco von Seregno. Mit von der Partie waren Beppe Recchia in der Regie und Giorgio Casellato als musikalischer Leiter. Sie brachten das Programm in einer Tournee auf mehrere Bühnen in der Lombardei. Ende 1970 entschied sich Gaber zu seinem einzigen Fernsehauftritt in jenem Jahr; dabei sang er Il signor G in der Lotteriesendung Canzonissima.

„Ich verstand, dass ich so leben konnte und ich meinen Weg gefunden hatte. Ich lebte besser. […] Zuerst hatte ich etwas Angst, denn nach dem "Großandrang" mit Mina, war es um mich still geworden. Doch trotz dieses Schocks fühlte ich, dass ich das Richtige tat.“

Gabers Produzent jener Jahre war Paolo Grassi, der damals das Piccolo Teatro di Milano leitete. Am Ende der ersten Saison zog Gaber Bilanz und sprach mit Grassi über die an ihm nagenden Zweifel, doch Grassi gelang es, Gaber zu ermutigen und mit bedeutenden finanziellen Zusicherungen für die nächste Saison zu gewinnen. Mit Sandro Luporini entstanden darauf weitere Lieder und Sprechstücke für Storie vecchie e nuove del signor G, worin das bestehende Programm erweitert und vertieft wurde. Ab 1971 verbrachten die beiden Freunde jeden Sommer in Viareggio, wo sie jeweils die Inhalte der neuen Saison ausarbeiteten. Die Fassungen der sprachlichen Einlagen entstanden dabei gemeinsam, dazu passend komponierte Gaber allein seine Musik.

## Diskografie

### Alben
| Jahr | Titel                                     | Höchstplatzierung, Gesamtwochen, AuszeichnungChartsChartplatzierungen (Jahr, Titel, Platzierungen, Wochen, Auszeichnungen, Anmerkungen) | Anmerkungen                          |
| Jahr | Titel                                     | IT | Anmerkungen                          |
| ---- | ----------------------------------------- | --- | ------------------------------------ |
| 1974 | Far finta di essere sani                  | IT24 (1 Wo.)IT | Carosello                            |
| 2001 | La mia generazione ha perso               | IT2 (26 Wo.)IT | Warner                               |
| 2003 | Gaber Studio Collection                   | IT56 (3 Wo.)IT | EMI                                  |
| 2003 | Io non mi sento italiano                  | IT1 (18 Wo.)IT | Warner                               |
| 2003 | Giorgio Gaber                             | IT81 (1 Wo.)IT | BMG Ricordi Original erschienen 1961 |
| 2004 | Rock’n’Roll, amore e storie metropolitane | IT52 (5 Wo.)IT | BMG Ricordi                          |
| 2006 | Con tutta la rabbia, con tutto l’amore    | IT53 (7 Wo.)IT | Carosello                            |
| 2018 | Le donne di ora                           | IT16 (4 Wo.)IT | Artist First                         |

Weitere Alben
- 1964: Questo & Quello
- 1965: Mina & Gaber: Un’Ora Con Loro
- 1968: L’asse d’equilibrio
- 1968: Sai com’ è
- 1970: Sexus et Politica
- 1970: Il Signor G
- 1971: I Borghesi
- 1972: Dialogo Tra Un Impegnato E Un Non So
- 1974: Anche per oggi non si vola
- 1976: Libertà obbligatoria
- 1980: Pressione bassa
- 1980: Gaber Al Piccolo (5×LP-Box)
- 1981: Anni affollati
- 1982: Il Teatro Di Giorgio Gaber (edizione integrale dal vivo dello spettacolo ‚Anni Affollati‘)
- 1984: Gaber
- 1985: Io se fossi Gaber
- 1987: Parlami d’amore Mariù
- 1987: Piccoli Spostamenti Del Cuore
- 1989: Il Grigio
- 1992: Il teatro canzone
- 1994: E pensare che c’era il pensiero
- 1994: Io come persona
- 1998: Un’Idiozia Conquistata A Fatica
- 2000: I grandi successi originali
- 2005: Le più belle canzoni di
- 2006: Con tutta la rabbia, con tutto l’amore
- 2011: Io Mi Chiamo G
- 2012: Le canzoni di Giorgio Gaber
- 2013: Storie Del Signor G Canzoni E Monologhi – Speciale Decennale 2003–2013

### Singles
| Jahr | Titel Album             | Höchstplatzierung, Gesamtwochen, AuszeichnungChartsChartplatzierungen (Jahr, Titel, Album, Platzierungen, Wochen, Auszeichnungen, Anmerkungen) | Anmerkungen    |
| Jahr | Titel Album             | IT | Anmerkungen    |
| ---- | ----------------------- | --- | -------------- |
| 1960 | Geneviève               | IT16 (2 Wo.)IT | Dischi Ricordi |
| 1961 | Non arrossire           | IT8 (14 Wo.)IT | Dischi Ricordi |
| 1961 | La ballata del Cerutti  | IT14 (2 Wo.)IT | Dischi Ricordi |
| 1961 | Le strade di notte      | IT10 (5 Wo.)IT | Dischi Ricordi |
| 1961 | Quei capelli spettinati | IT13 (1 Wo.)IT | Dischi Ricordi |
| 1962 | Trani a go-go           | IT11 (5 Wo.)IT | Dischi Ricordi |
| 1966 | Mai mai mai Valentina   | IT8 (2 Wo.)IT | RiFi           |
| 1967 | …E allora dai!          | IT15 (1 Wo.)IT | RiFi           |

Duette
- 1960: Giorgio Gaber & Enzo Janacci: Una fetta di limone[13]
- 1962: Dario Fo e Giorgio Gaber: Il mio amico aldo
- 1962: Dario Fo e Giorgio Gaber: Tre storie di gatti (Una triste, una allegra, una media)
- 1993: Anna Oxa & Giorgio Gaber: Si può
- Ombretta Colli & Giorgio Gaber: Il Sapore Della Vita In Due (auf È Il Mio Uomo)

- 1959:
  - Canta
- 1960:
  - La ninfetta
- 1961:
  - Benzina e cerini
  - La conchiglia
- 1963
  - Goganga
  - La ballata del pedone
  - Le nostre serate
  - Porta romana
- 1964:
  - Il sospetto
  - Noi due stupidi
  - Grazie tante
  - C'è una cosa che non sai
  - Così felice
  - Domani ci vediamo
- 1965
  - Dopo la prima sera
- 1966:
  - A pizza
  - Ballata de' suonne
  - Il ragazzo della Via Gluck
  - Te lo leggo negli occhi
  - Le ore e le stelle
- 1967:
  - La libertà di ridere
  - O bella ciao
  - Snoopy contro il barone rosso
  - Suona chitarra
  - Al bar del corso
- 1968:
  - La balilla
  - La vita dell'uomo
  - C'era una volta un clan
  - Lo sai che tu sei bella
  - L’orologio
  - Parole parole
  - Eppure sembra un uomo
  - Torpedo blu
- 1969:
  - Com'è bella la città
  - Il Riccardo
  - Donna donna donna
- 2000:
  - Amore mio
  - Desidero te
  - La maglietta
  - La mamma del Gino
  - Povera gente

noch ohne Jahresangabe:
- Barbera e Champagne
- Be Bop a Lula
- Chiedo scusa se parlo di Maria
- Ciao Baby ciao
- Come ti amavo ieri
- Far finta di essere sani
- Gli amici
- Gulp gulp
- Il barattolo
- Il gatto si morde la coda
- Il nostro giorno (1° maggio)
- Il signor G
- La chiesa si rinnova
- L’amico
- Lo shampoo
- L’ultima bestia
- Ma pensa te
- Oh Madonnina dei dolori
- Pieni di sonno
- Tu no